# Marcos Ondruska
Marcos Ondruska (Bloemfontein, 18 december 1972) is een voormalig Zuid-Afrikaans tennisser die tussen 1989 en 2005 uitkwam in het professionele circuit. Ondruska bereikte in het enkelspel drie ATP-finales, in het dubbelspel schreef hij vier ATP-toernooien op zijn naam.

## Palmares
| Legenda                       | Legenda               |
| ----------------------------- | --------------------- |
| Grand Slam                    |                       |
| Olympische Spelen             |                       |
| tot 2009                      | vanaf 2009            |
| Tennis Masters Cup            | ATP Finals            |
| ATP Masters Series            | ATP Tour Masters 1000 |
| ATP International Series Gold | ATP Tour 500          |
| ATP International Series      | ATP Tour 250          |

### Enkelspel
| Nr.              | Datum             | Toernooi       | Ondergrond | Tegenstander in finale | Score         | Details |
| ---------------- | ----------------- | -------------- | ---------- | ---------------------- | ------------- | ------- |
| Verloren finales |                   |                |            |                        |               |         |
| 1.               | 20 september 1992 | ATP Keulen     | Gravel     | Bernd Karbacher        | 6-7(4), 4-6   | Details |
| 2.               | 28 februari 1993  | ATP Scottsdale | Hardcourt  | Andre Agassi           | 2-6, 6-3, 3-6 | Details |
| 3.               | 20 oktober 1996   | ATP Tel Aviv   | Hardcourt  | Javier Sánchez         | 4-6, 5-7      | Details |

### Dubbelspel
| Nr.                          | Datum             | Toernooi          | Ondergrond | Partner          | Tegenstanders in finale        | Score         | Details |
| ---------------------------- | ----------------- | ----------------- | ---------- | ---------------- | ------------------------------ | ------------- | ------- |
| Gewonnen finales herendubbel |                   |                   |            |                  |                                |               |         |
| 1.                           | 14 januari 1996   | ATP Auckland      | Hardcourt  | Jack Waite       | Jonas Björkman Brett Steven    | walk over     | Details |
| 2.                           | 29 september 1996 | ATP Palermo       | Gravel     | Andrew Kratzmann | Cristian Brandi Emilio Sánchez | 7-6, 6-4      | Details |
| 3.                           | 20 oktober 1996   | ATP Tel Aviv      | Hardcourt  | Grant Stafford   | Noam Behr Eyal Erlich          | 6-3, 6-2      | Details |
| 4.                           | 24 augustus 1997  | ATP Long Island   | Hardcourt  | David Prinosil   | Mark Keil T.J. Middleton       | 6-4, 6-4      | Details |
| Verloren finales herendubbel |                   |                   |            |                  |                                |               |         |
| 1.                           | 21 februari 1993  | ATP Philadelphia  | Tapijt (i) | Brad Pearce      | Jim Grabb Richey Reneberg      | 7-6, 3-6, 0-6 | Details |
| 2.                           | 4 april 1993      | ATP Johannesburg] | Hardcourt  | Johan De Beer    | Lan Bale Byron Black           | 6-7, 2-6      | Details |

## Prestatietabel
| Legenda | Legenda                          |
| ------- | -------------------------------- |
| g.t.    | geen toernooi gehouden           |
| l.c.    | lagere categorie                 |
| –       | niet deelgenomen                 |
| G       | uitgeschakeld in de groepsfase   |
| 1R      | uitgeschakeld in de eerste ronde |
| 2R      | uitgeschakeld in de tweede ronde |
| 3R      | uitgeschakeld in de derde ronde  |
| 4R      | uitgeschakeld in de vierde ronde |
| KF      | uitgeschakeld in de kwartfinale  |
| HF      | uitgeschakeld in de halve finale |
| F       | de finale verloren               |
| W       | het toernooi gewonnen            |
| w-v     | winst/verlies-balans             |

### Prestatietabel grand slam, enkelspel
| Toernooi        | 1991 | 1992 | 1993 | 1994 | 1995 | 1996 | 1997 | 1998 | 1999 | 2001 |
| --------------- | ---- | ---- | ---- | ---- | ---- | ---- | ---- | ---- | ---- | ---- |
| Australian Open | –    | –    | 1R   | 2R   | 3R   | 4R   | 1R   | 1R   | 1R   | 1R   |
| Roland Garros   | 3R   | –    | 2R   | 1R   | 1R   | 1R   | 2R   | –    | –    | 2R   |
| Wimbledon       | –    | 1R   | 2R   | 2R   | 1R   | 1R   | 2R   | –    | –    | –    |
| US Open         | 1R   | –    | 1R   | 3R   | 3R   | 1R   | 2R   | 1R   | –    | –    |

### Prestatietabel grand slam, dubbelspel
| Toernooi        | 1992 | 1993 | 1994 | 1995 | 1996 | 1997 | 1998 | 1999 | 2000 | 2001 |
| --------------- | ---- | ---- | ---- | ---- | ---- | ---- | ---- | ---- | ---- | ---- |
| Australian Open | –    | HF   | 1R   | KF   | 2R   | 2R   | 1R   | 1R   | 2R   | 1R   |
| Roland Garros   | –    | 2R   | 1R   | –    | 1R   | 1R   | –    | 1R   | 1R   | 1R   |
| Wimbledon       | 2R   | 3R   | 3R   | 3R   | 1R   | 2R   | –    | –    | 1R   | –    |
| US Open         | –    | 1R   | 1R   | 1R   | 2R   | 1R   | 2R   | 3R   | 1R   | 1R   |